# Jaume Domènec
Jaume Domènec (també Jaume Domenge o Jaume Domenech) (Rosselló, ? - Saragossa?, 1384) va ser un historiador, traductor i teòleg català. Fou Mestre Provincial de l'Orde dels Dominics a Provença (1357-1363) i a Aragó (1363-1367), i Inquisidor Provincial del Regne de Mallorques i Comtats de Rosselló i Cerdanya (1357-1363).

## Biografia
Mestre en teologia, el 1357 fou Vicari General de l'Orde dels Dominics a la Província de Provença i també des del mateix any Inquisidor del Regne de Mallorques i dels comtats de Rosselló i Cerdanya.
El rigor de l'Inquisidor General d'Aragó Nicolau Eimeric provocà que aquest fos destituït durant el capítol general dominic de Perpinyà (1360). Eimeric fou nomenat Vicari General dels Dominics a la Província d'Aragó durant el capítol general dominic de Ferrara (1362), però es provocà una escissió quan d'altres proclamaren n'Ermengol. Finalment, el Papa Urbà V invalidà ambdós candidats i nomenà Vicari General de l'orde dels Dominics a la Província d'Aragó en Jaume Domènec. Aquest exercí el càrrec des del 1363 fins al 1367.
Jaume Domènec esdevingué membre de la Cort i fou preceptor de l'infant Joan d'Aragó (futur rei Joan I d'Aragó)

## Obra
Jaume Domènec fou un traductor modèlic i mantingué llargs contactes amb Johan Ferrández d'Heredia. El rei Pere III li encarregà el 12 d'octubre del 1363 la redacció del Compendi historial (o crònica universal), una traducció de l'Speculum historiale de Vincent de Beauvais. Aquesta monumental traducció restà inacabada i fou continuada després de la seva mort pel també dominic Antoni Ginebreda. D'aquesta obra se'n perdé una part durant el segle xix i es caracteritza per estar escrita en un català molt llatinitzat. Constitueix el primer exemple d'aquesta mena de prosa, que continuà fins al segle xv. El 1369 el monarca li encarregà la traducció de les Stratagemata de Frontí, que no és segur que arribés a fer (la traducció conservada és anònima). Redactà la Genealogia regum Navarrae et Aragoniae et comitum Barchinonae (1379-1380) i també completà la Genealogia regum francorum (1380).
- Traducció de les Stratagemata (1369) (dubtosa)[2]
- Genealogia regum Navarrae et Aragoniae et comitum Barchinonae (1376-1380)
- Genealogia regum francorum (1380)
- Traducció de l'Speculum historiale, anomenat Compendi historial (1363-1384); Resumen Historial eo Compilacio abreviada de les Histories quasi de tot Europa, e de algunes de Assia, e de Africa fins al reyne de el rey en Pere el Quart d'Aragó: que de manament de dit Señyor Rey escrigué lo Reverent Pare Frare Jaume Domenec Mestre en Theologia, Inquisidor de Mallorca Ord. Pred. Paris: Nationale-Richelieu; Fitxa de la còpia del 1742